# Tephrina deerraria
Tephrina deerraria là một loài bướm đêm trong họ Geometridae.